# 湖南高速铁路职业技术学院
湖南高速铁路职业技术学院，位于湖南省衡阳市，为湖南省一所高等专科大学。

## 历史
1951年，中华人民共和国铁道部创办了“衡阳铁路中级技术学校”。
1953年，学校改名为“衡阳铁路工程学校”，铁道部长郭维城出任校长。
1958年，学校改名为“衡阳铁道工程学院”，并且升格为本科大学。
1960年，学校改名为“衡阳铁道学院”。
1962年，学校恢复原有名称“衡阳铁路工程学校”。
2000年，“衡阳铁路运输高级技工学”合并入“衡阳铁路工程学校”。
2005年，“衡阳铁路工程学校”升格为“湖南交通工程职业技术学院”，获得教育部同意。
2006年，“衡阳市职工大学”合并入“湖南交通工程职业技术学院”。
2011年，“湖南交通工程职业技术学院”改名为“湖南高速铁路职业技术学院”。
2011年10月28日，湖南高速铁路职业技术学院举行了六十周年校庆。

## 学校院系
湖南高速铁路职业技术学院拥有5个系，2个部。

### 系
铁道工程系、建筑工程系、铁道运输系、计算机系、基础与社科系

### 部
成人教育部、实训部

## 历任校长和党委书记
| - 郭维城（1951年-1952年） - 沈锡琳（1953年-1968年） - 李毅轩（1968年-1970年） - 仲崇仁（1971年） - 杨庆生（1972年-1982年） - 石平（1983年） - 潘可权（1984年-1989年） - 梁淦修（1991年-1998年） - 戴力斌（1998年-2016年） - 陈春泉（2016年-2021年） - 姚方元（2021年-） | - 董隆斌（1951年-1954年） - 张斌（1954年-1955年） - 阎永清（1956年） - 赵家瑞（1957年-1969年） - 李毅轩（1969年-1971年） - 仲崇仁（1971年-1972年） - 杨庆生（1972年-1978年） - 陈修温（1978年-1982年） - 王斌（1982年-1983年） - 陈国清（1984年-1985年；1990年-1991年） - 崔敏杰（1985年-1990年） - 赵丽娟（1991年-1994年） - 张文海（1994年-1997年） - 何志福（1998年-2009年） - 王俊杰（2009年-2014年） - 刘一华（2014年-2020年） - 吴伟生（2020年-） |

## 著名校友
- 王贻素，中华人民共和国国家发展和改革委员会国防司副司长
- 粟德明，中华人民共和国水利部四局党委书记。
- 邓光田，中华人民共和国水利部四局高级工程师。
- 彭建文，河源市市委副书记、市长。
- 郭胜林，广深铁路总公司总经理、广深准高速铁路指挥部副指挥长。
- 刘宝贵，郑州铁路局郑州工程总公司总经理。
- 李亮，广铁集团常务副总经理。